# Il Blues
Il Blues è una rivista trimestrale italiana, fondata nel 1982 da un gruppo di appassionati di musica (e non solo) e diretta da Marino Grandi.

## Storia della rivista
Sul finire degli anni '70 e l'inizio degli '80, dopo le innovazioni del rock progressivo degli anni precedenti, le riviste musicali trattavano perlopiù le nuove tendenze del punk rock, del post-punk e della new wave. In questo contesto la rivista Il Blues andò controtendenza, andando a coprire il settore dei generi più tradizionali, con una linea editoriale decisamente più conservatrice, nel tentativo di divulgare quanto di nuovo c'era in un genere musicale ormai molto datato. Arrivò nelle edicole italiane nel dicembre del 1982. La sede era a Milano ed era diretta da Marino Grandi, con una redazione che comprendeva firme come Marino Grandi, Umberto Pontone, Gianfranco Scala e la collaborazione dei giornalisti Al Aprile, Renato Bottani, Roberto Caselli, Ermanno Costa, Gianni Del Savio, Carlo Gerelli, Gianni Marcucci, Beppe Modena, Gianni Parmigiani, Marco Pastonesi, Marco Pezzotta, Dario Righelin, Tano Ro, Roberto Ruggeri, Guido Toffoletti, Fabio Treves, Libero "Bibo" Verda, Davide Grandi, Antonio Boschi e Lorenz Zadro. Il primo numero aveva poi approfondimenti su Alberta Hunter, Sleepy John Estes e Pink Anderson.
Da allora la rivista si occupa principalmente di blues e della cultura dei neri afroamericani, in tutti i loro aspetti, dal soul allo spiritual, dal rock-blues al rhythm & blues.
Attraverso monografie, approfondimenti tematici, recensioni, resoconti di concerti e manifestazioni, non tralasciando anche i musicisti italiani e la loro produzione musicale.
Il Blues partecipa come rappresentante italiano alla European Blues Union (EBU). La EBU ha lo scopo di diventare il punto di riferimento in Europa per tutti coloro (musicisti, promoter, label, semplici appassionati, media ecc.) che a vario titolo intendono promuovere la cultura e la musica afro-americana nel Vecchio Continente.